# Berkut (speciální jednotky)
Berkut (z ukrajinského „беркут“ označující orla skalního) byly speciální jednotky pořádkové policie ukrajinského ministerstva vnitra. Vznikly v roce 1992 jako nástupce zásahových jednotek OMON Ukrajinské SSR.
Původně měly jednotky potírat organizovaný zločin, postupně však nabyly roli četnickou a pořádkovou a dostalo se jim částečné autonomie na lokální a regionální úrovni. V jejich řadách sloužilo 4–5 000 osob. Před událostmi Euromajdanu se jejich neoficiální činnost podobala tajné policii – vybírali výpalné, páchali násilí na politických protivnících Viktora Janukovyče a měli protiukrajinské postoje. Během Euromajdanu Berkut násilně zasáhl proti demonstrantům. Porevoluční vláda dala za vinu většinu úmrtí Nebeské setniny Berkutu a prozatímní ministr vnitra Ukrajiny Arsen Avakov jednotky na konci února 2014 rozpustil. Funkci Berkutu převzala obnovená Národní garda Ukrajiny.
V březnu 2014, během anexe Krymu, přešly tamní jednotky Berkutu pod ruské ministerstvo vnitra, od roku 2016 jako součást nově vzniklé Národní gardy. Separatisté ze samozvaných lidových republik v červnu 2014 tvrdili, že mezi jejich členy je přes tisíc bývalých členů Berkutu a dalších bezpečnostních složek. Někteří bývalí členové Berkutu se přidali do ukrajinské národní gardy a účastnili se války na východě Ukrajiny. Člen Chersonské oblastní rady Serhij Chlan v březnu 2022 uvedl, že v okupovaném oblastním centru Cherson dohlíží na veřejný pořádek bývalí členové Berkutu. Podle běloruských opozičních médií Salidarnas'c' a Novy Čas někteří bývalí členové Berkutu slouží v jednotkách OMON. Běloruské ministerstvo vnitra toto tvrzení odmítlo.